# У російському стилі (фільм)
«У російському стилі» — радянський фільм 1991 року, єдина режисерська робота продюсера Олександра Просянова.

## Сюжет
В архітектора Сергія Журавльова пропадає 15-річна дочка. Звернення до міліції ні до чого не приводить і він починає самостійні пошуки. Його помічницею «випадково» стає викладач хімії Анна. Пошуки призводять до кримінального авторитету Харитонову, але, як виявляється, «викрадення» було задумано самою дочкою Журавльова…

## В ролях
- Лайма Вайкуле — Анна, викладач хімії у спецшколі
- Михайло Ламперт — Сергій Журавлик, архітектор, батько 15-річної дочки
- Дальвін Щербаков — Роман Борисович Харитонов, ватажок мафії
- Сергій Присілков — слідчий
- Анжеліка Волкова — Віка, дочка Сергія
- Оля Лимар — Сюзанна, подруга Вікі
- Наталія Позднякова — Даша
- Дмитро Чубаров — Ігорьок, торговець зброєю
- Валерій Захар'єв — Олексій

## Знімальна група
- Режисер — Олександр Просянов
- Сценаристи — Володимир Аленіков, Юрій Перов
- Оператор — Юрій Любшин
- Композитор — Ігор Кантюков
- Художник — Віктор Фомін

## Зйомки
Зйомки фільму велися в Одесі, зокрема, будинок героїні — Каретний провулок, будинок 7.

## Критика
У цьому фільмі грає відома естрадна співачка Лайма Вайкуле. І це єдина подробиця, про яку хочеться говорити у зв'язку з цією стрічкою. Можна лише сказати, що Лайма гідна кращої долі та ролі.— журнал "Вісник", 1995